# Kaoci
Kaoci (cyr. Каоци) – wieś w Bośni i Hercegowinie, w Republice Serbskiej, w gminie Srbac. W 2013 roku liczyła 528 mieszkańców.